# 上海自然博物館
上海自然博物館（シャンハイしぜんはくぶつかん、中: 上海自然博物馆）は中国の上海にある自然史の博物館。これは中国でも最大規模の自然史博物館である。

## 沿革

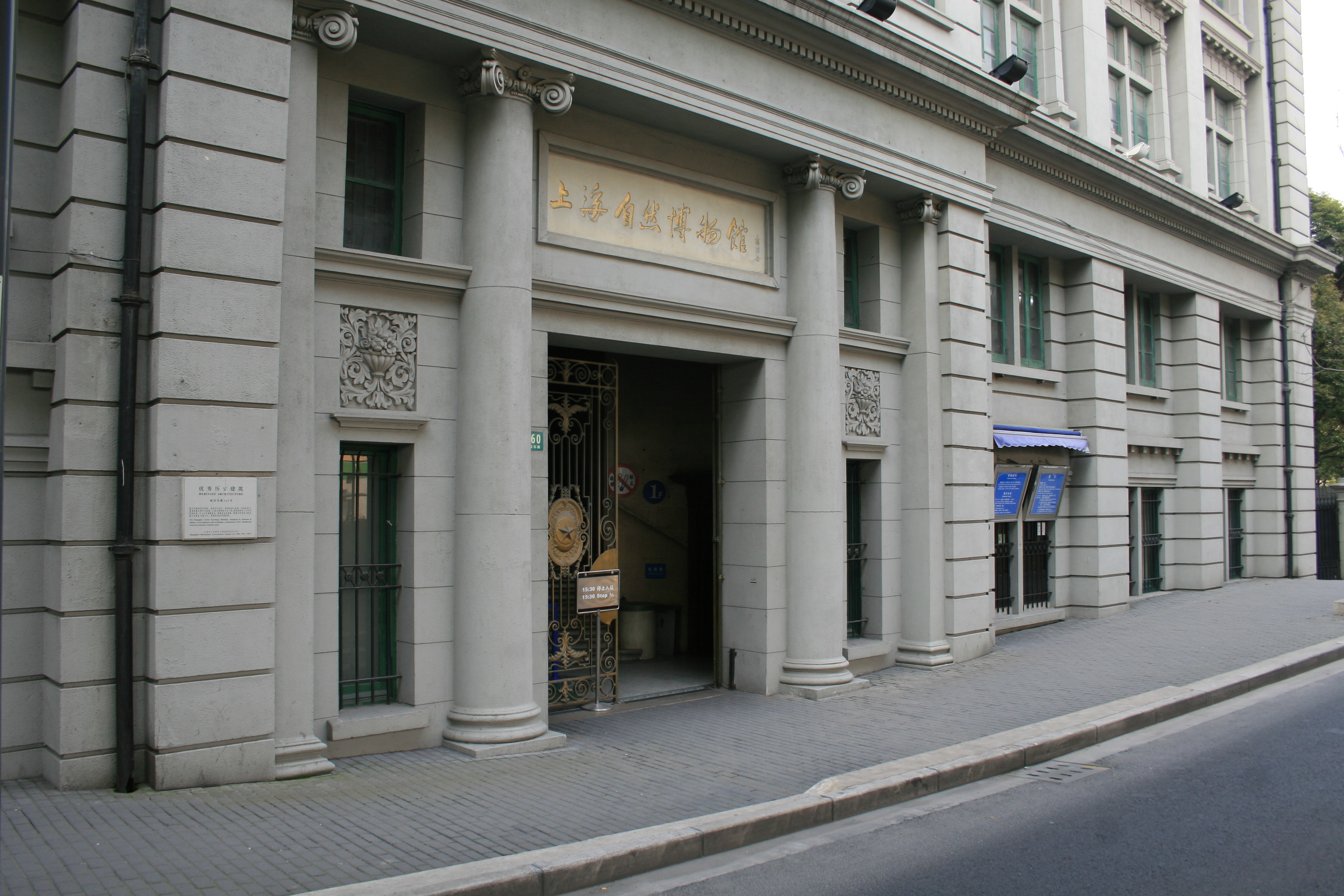
以前の所在地である上海華商紗布交易所

この博物館は1956年から開設の準備が始まり、1963年に上海华商纱布交易所に間借りする形で開館した。黄浦区の延安東路の、河南南路との交差点近くにあったこの建物は、1923年に建てられた古典的イギリス建築であり、1994年に上海市政府から文化遺産に認定された。しかし建物にすぐ隣接して延安高架路が建設されることになり、静安雕塑公园に40,000m²の専用施設が建設された。博物館は2015年にこの新施設へ移転し、一般公開が再開された。

## コレクションと展示
この博物館のコレクションは24万点にのぼり、62,000点の動物標本、135,000点の植物標本、700点の石器時代の標本、1,700点の鉱物標本がある。ほか、中国国外ではまず見られない貴重な標本もある。具体的には、黄河のマンモス、大型有尾目、ジャイアントパンダ、ヨウスコウアリゲーターなどがある。
最大の展示物は四川省で発掘された1億4000万年前の恐竜マメンチサウルスの骨格で、4フロア分以上の高さがある。この博物館には2体のミイラといくつかの人間の胚の標本がある。

## アクセス
- 上海地下鉄13号線 自然博物館駅